# Profundidad (Misiones)

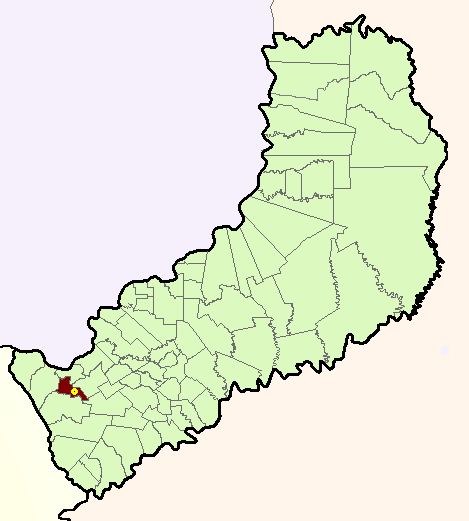
Jurisdicción del municipio de Profundidad en la Provincia de Misiones.

Profundidad es un municipio argentino de la provincia de Misiones, ubicado dentro del departamento de Candelaria. 
Se ubica a una latitud de 27° 33' Sur y a una longitud de 55° 43' Oeste.
El municipio cuenta con una población de 497 habitantes, según el censo del año 2001 (INDEC).
Fue declarada como Capital Provincial del Aire Puroy el Parque provincial Cañadón de Profundidad es su principal atractivo turístico, con una cascada de 20 metros de altura.
Su escuela primaria fue fundada en 1910.

## Galería

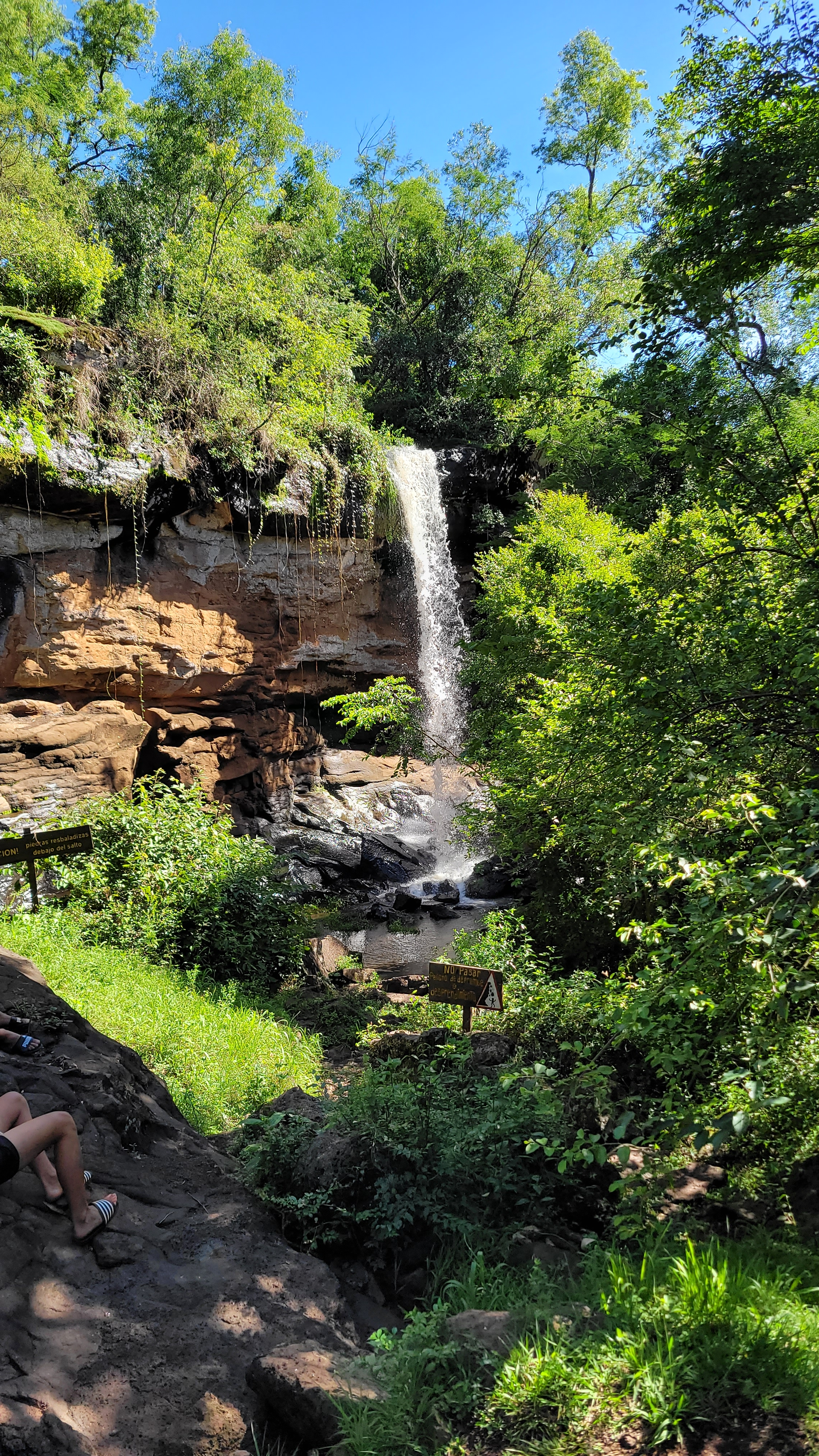
Salto El Cañadón de Profundidad
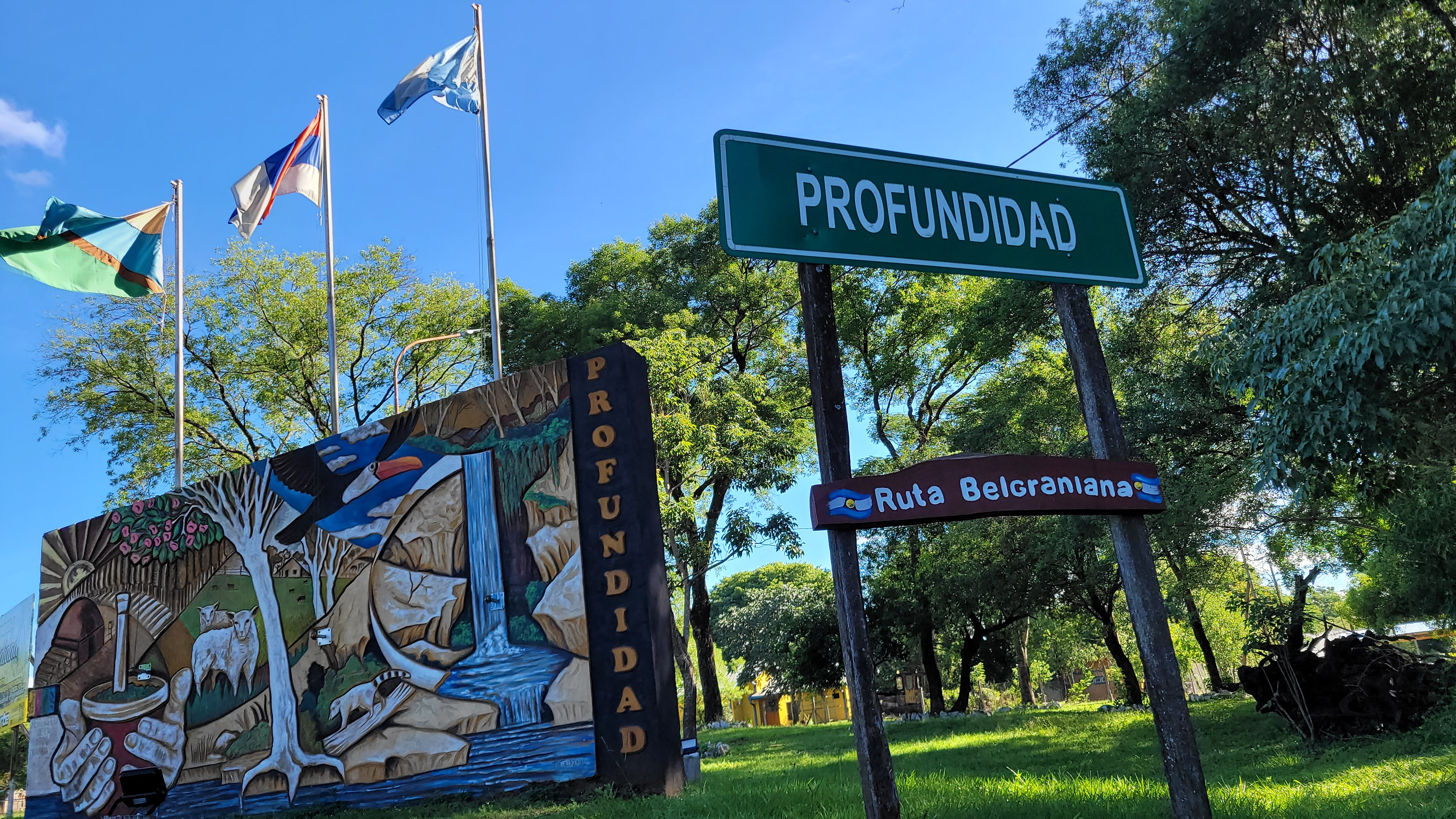
Cartel de entrada a Profundidad
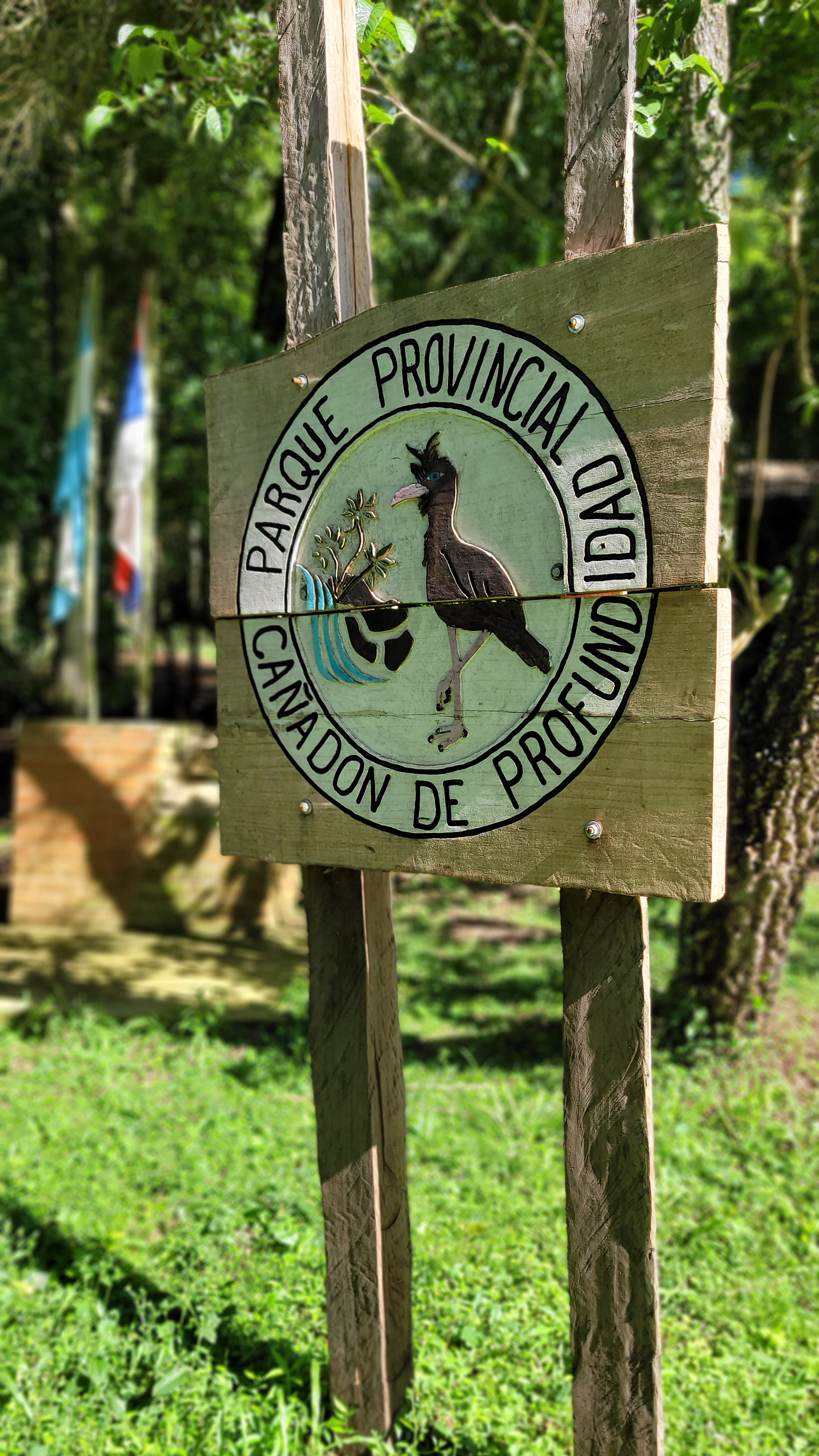
Cañadón de Profundidad
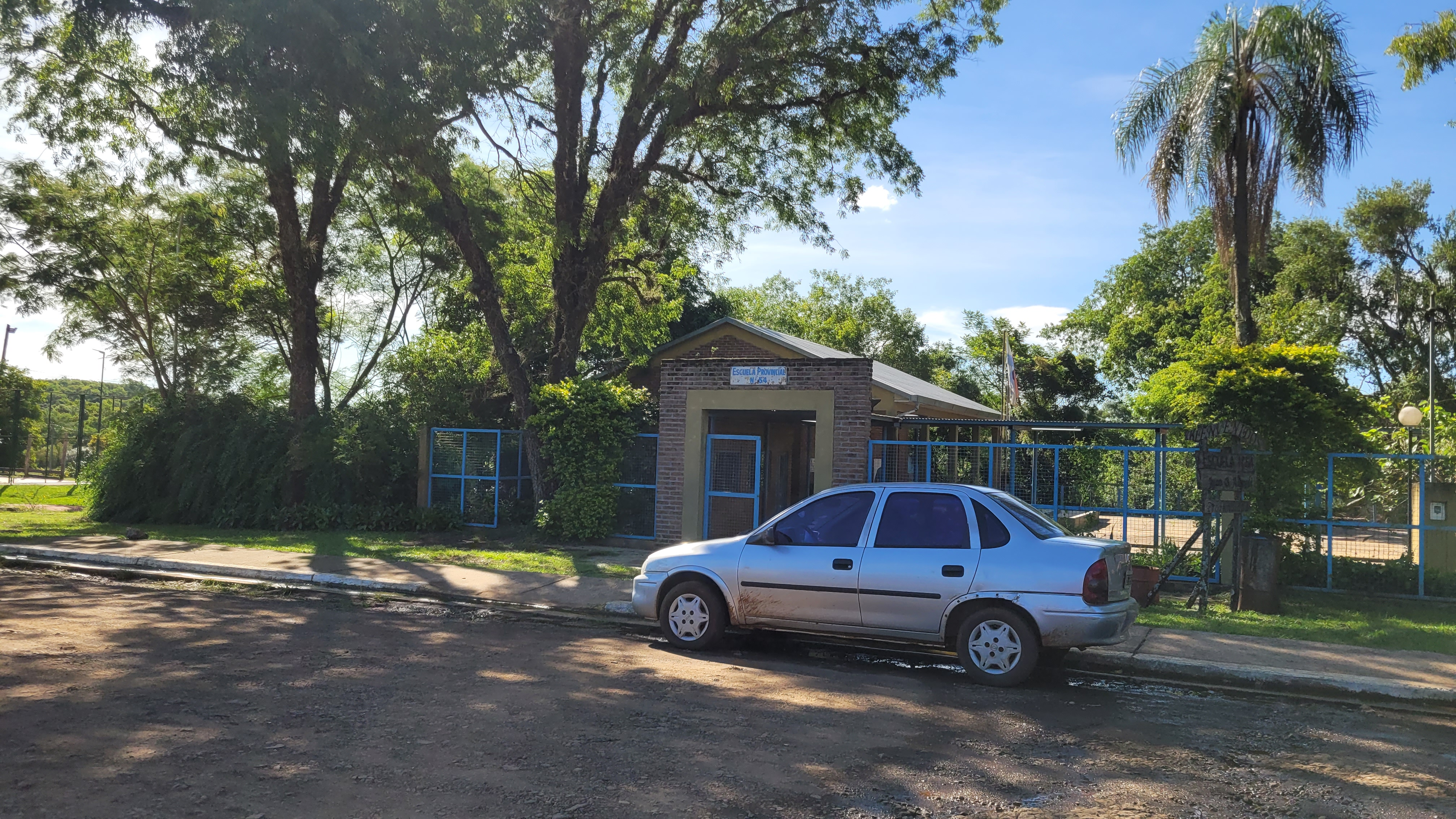
Escuela Nº 54
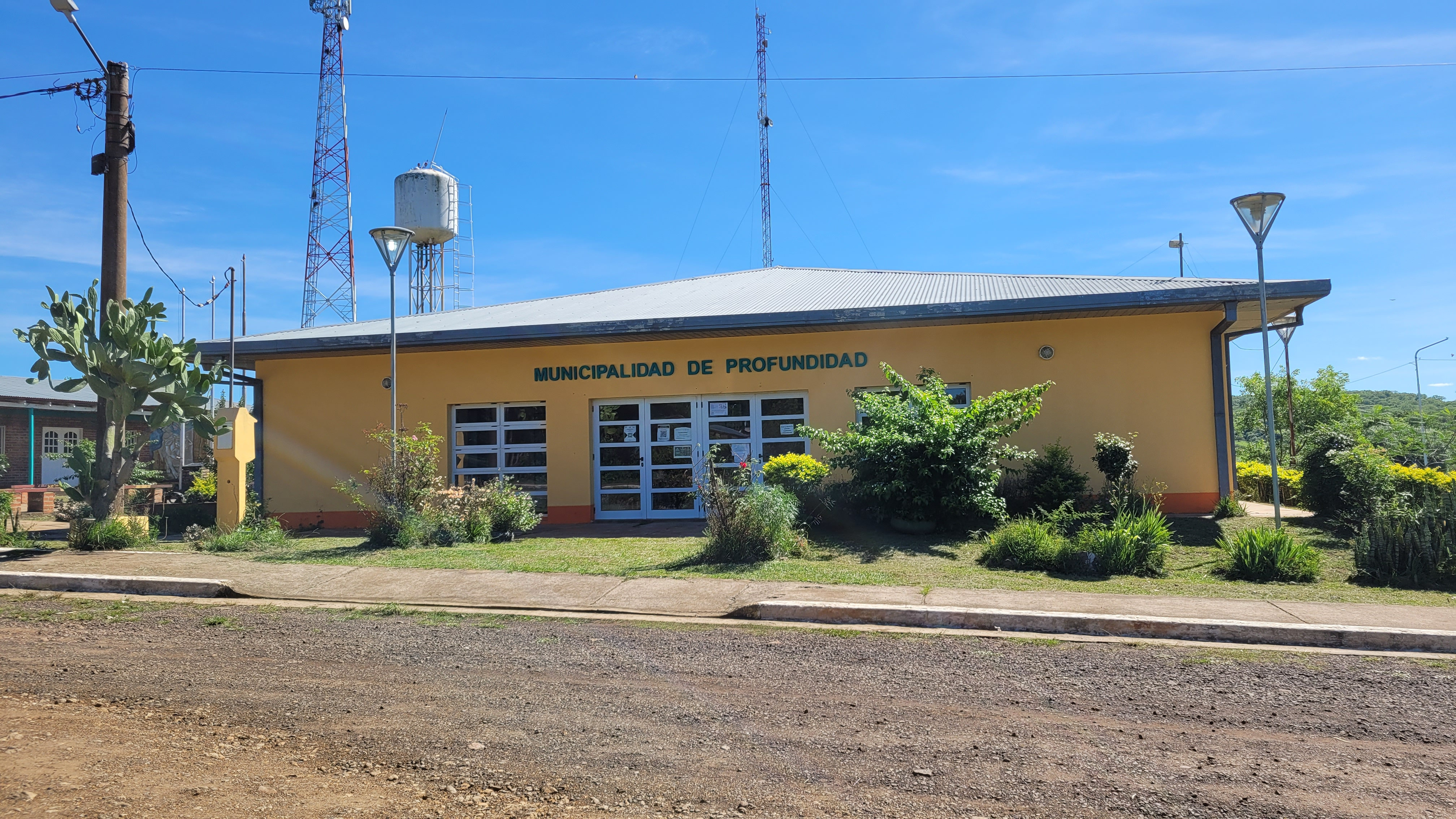
Municipalidad de Profundidad
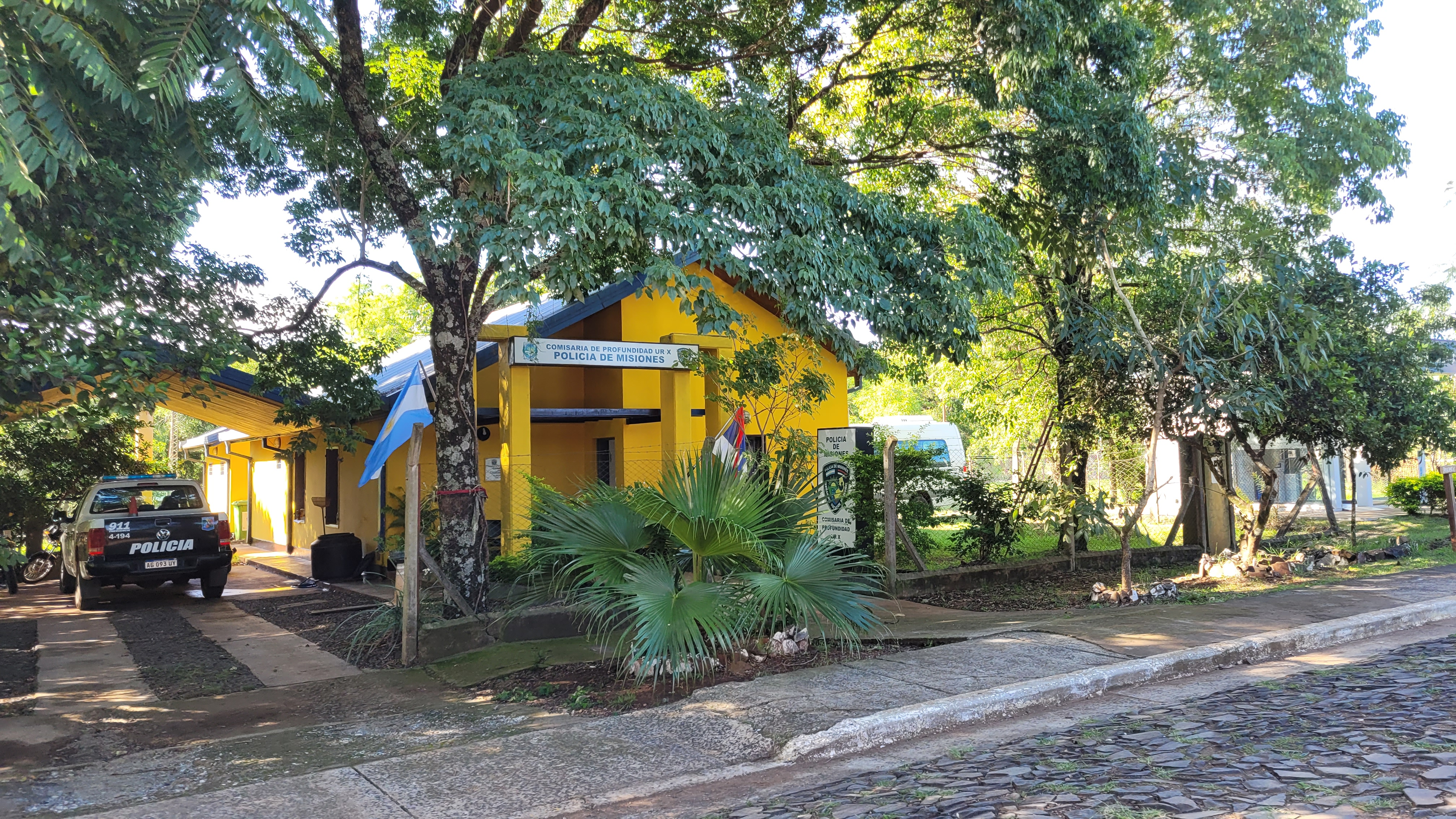
Comisaría de Profundidad
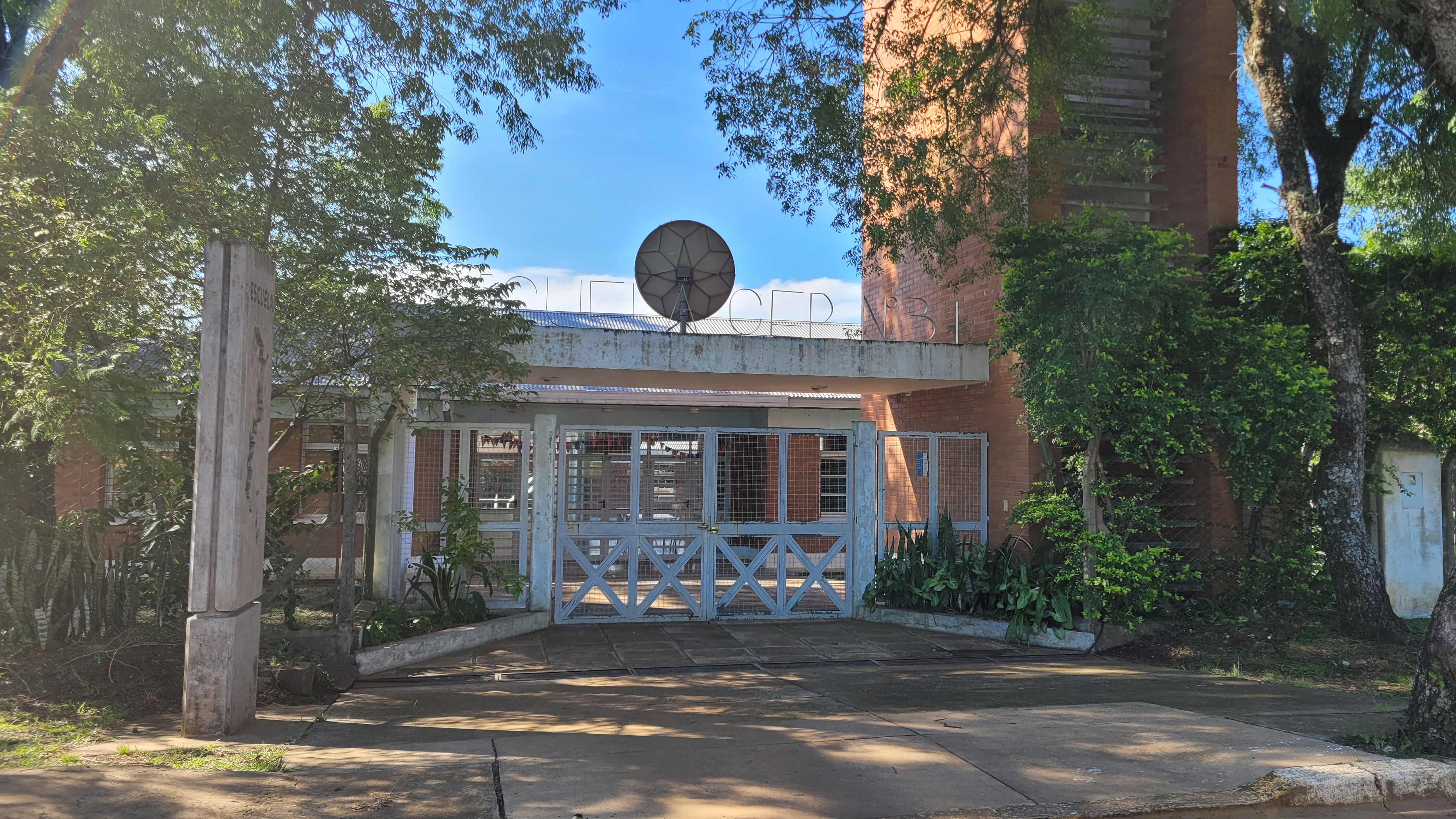
Centro Educativo Polimodal C.E.P. Nº31
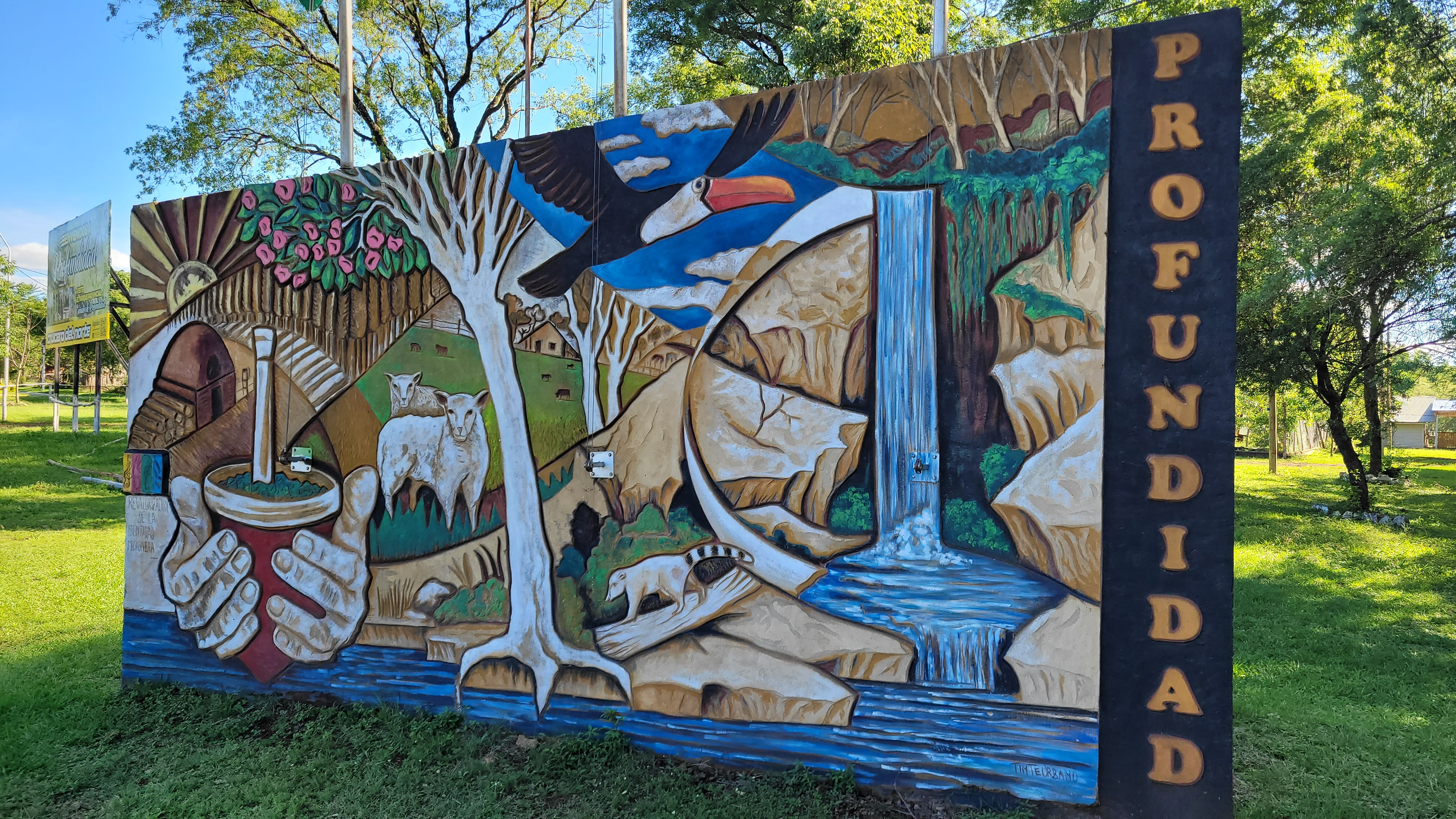
Pintura y obra de arte en la entrada
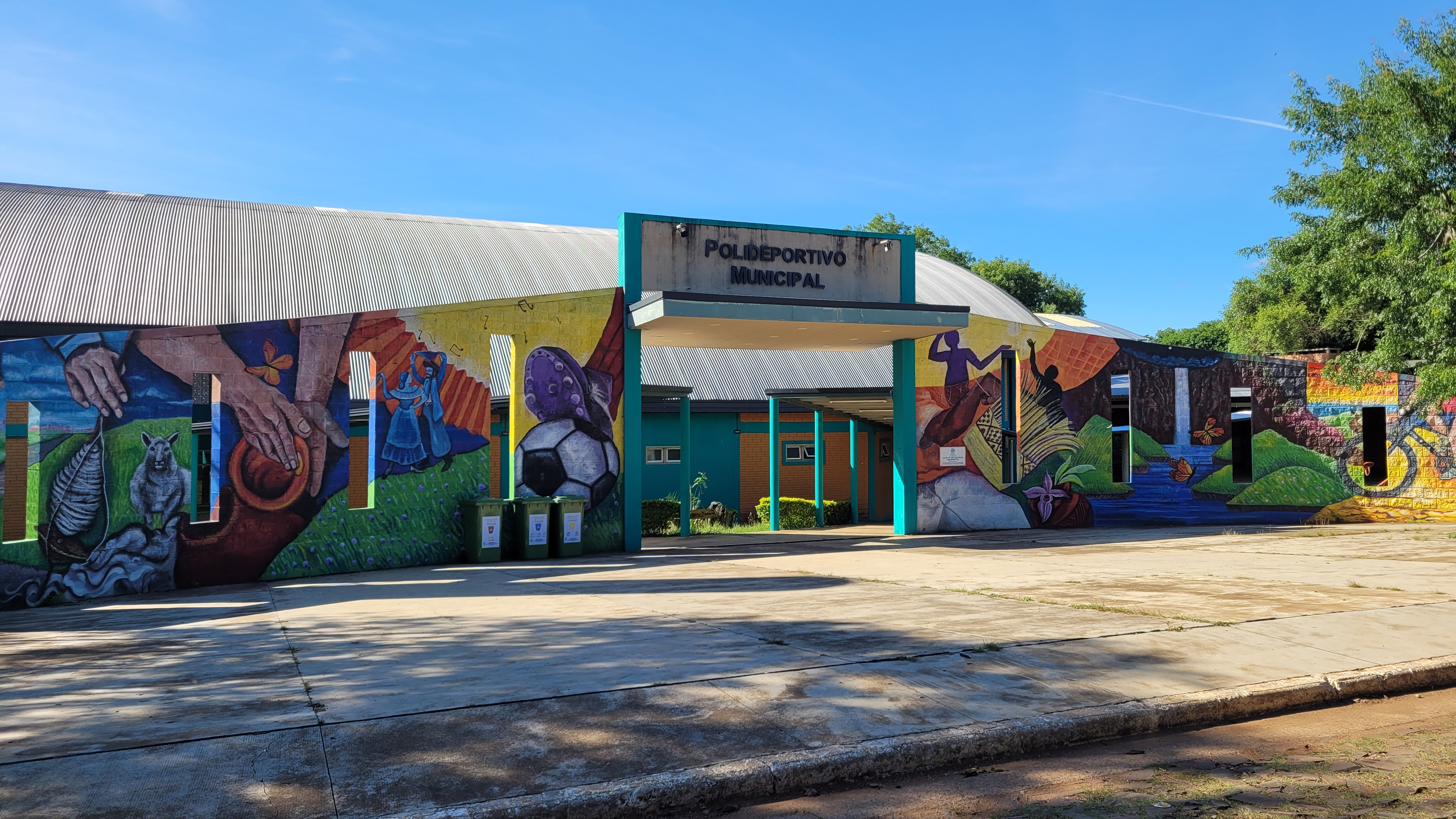
Polideportivo
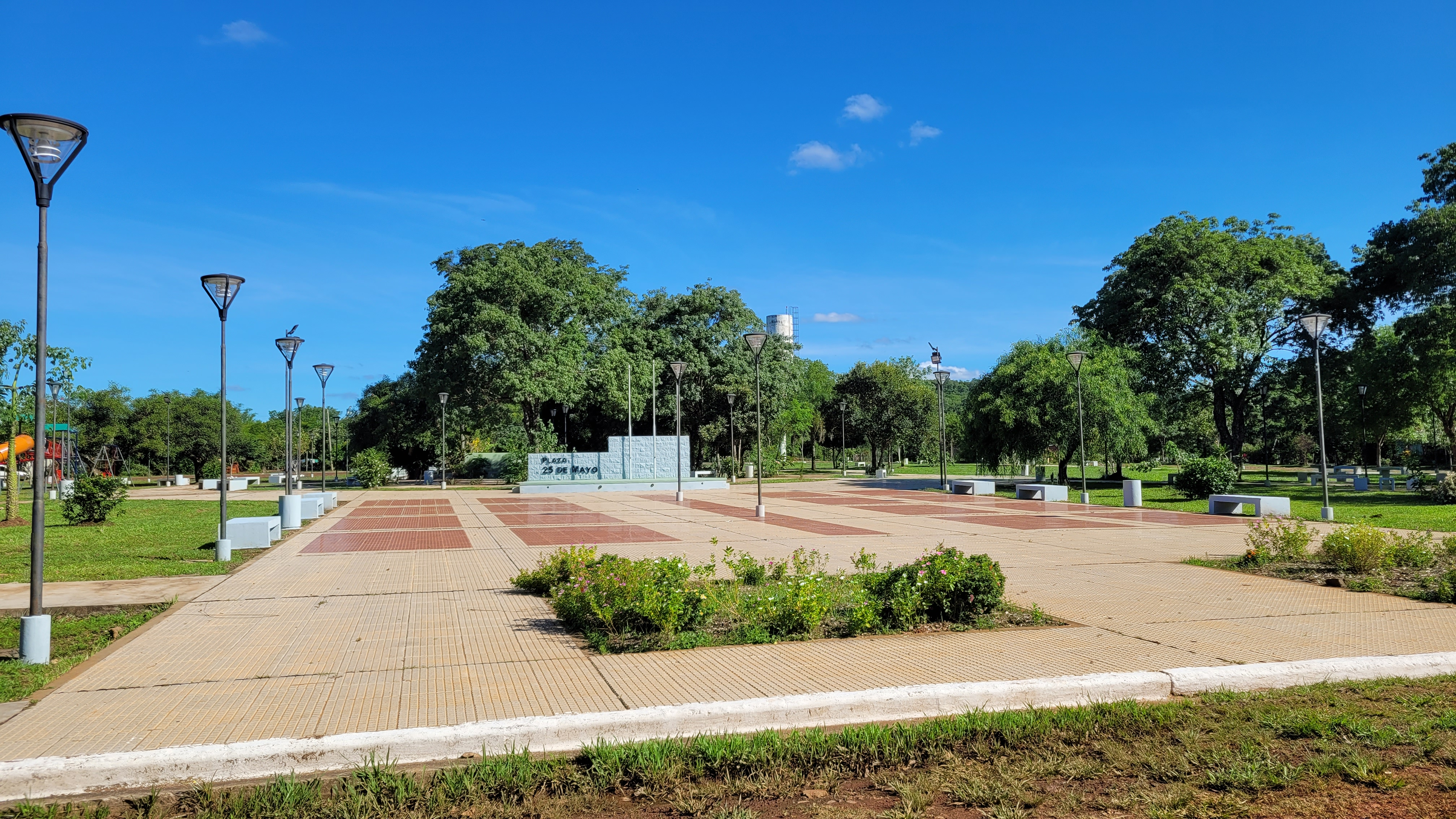
Plaza "25 de Mayo" en la zona céntrica
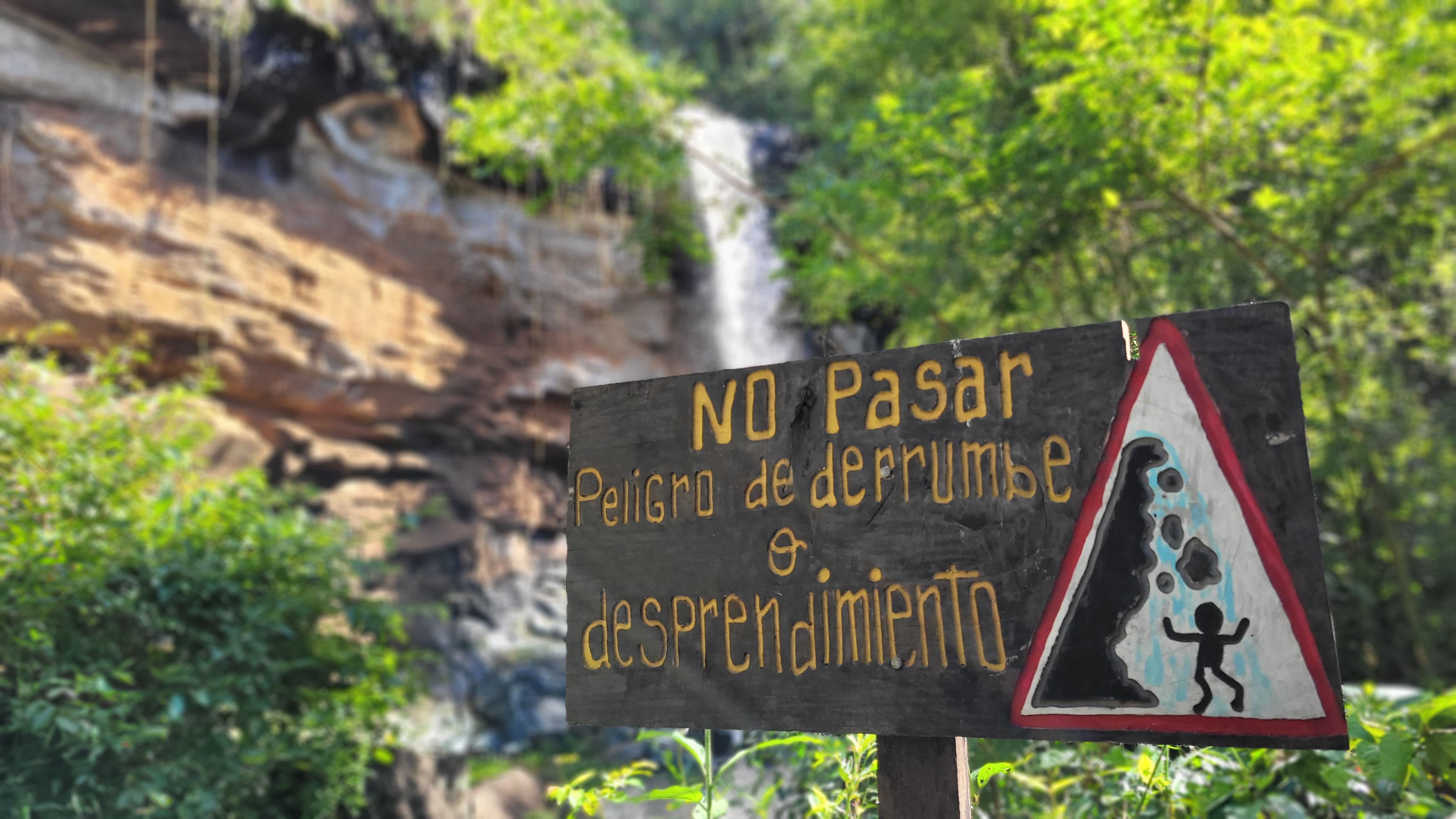
Salto El Cañadón de Profundidad
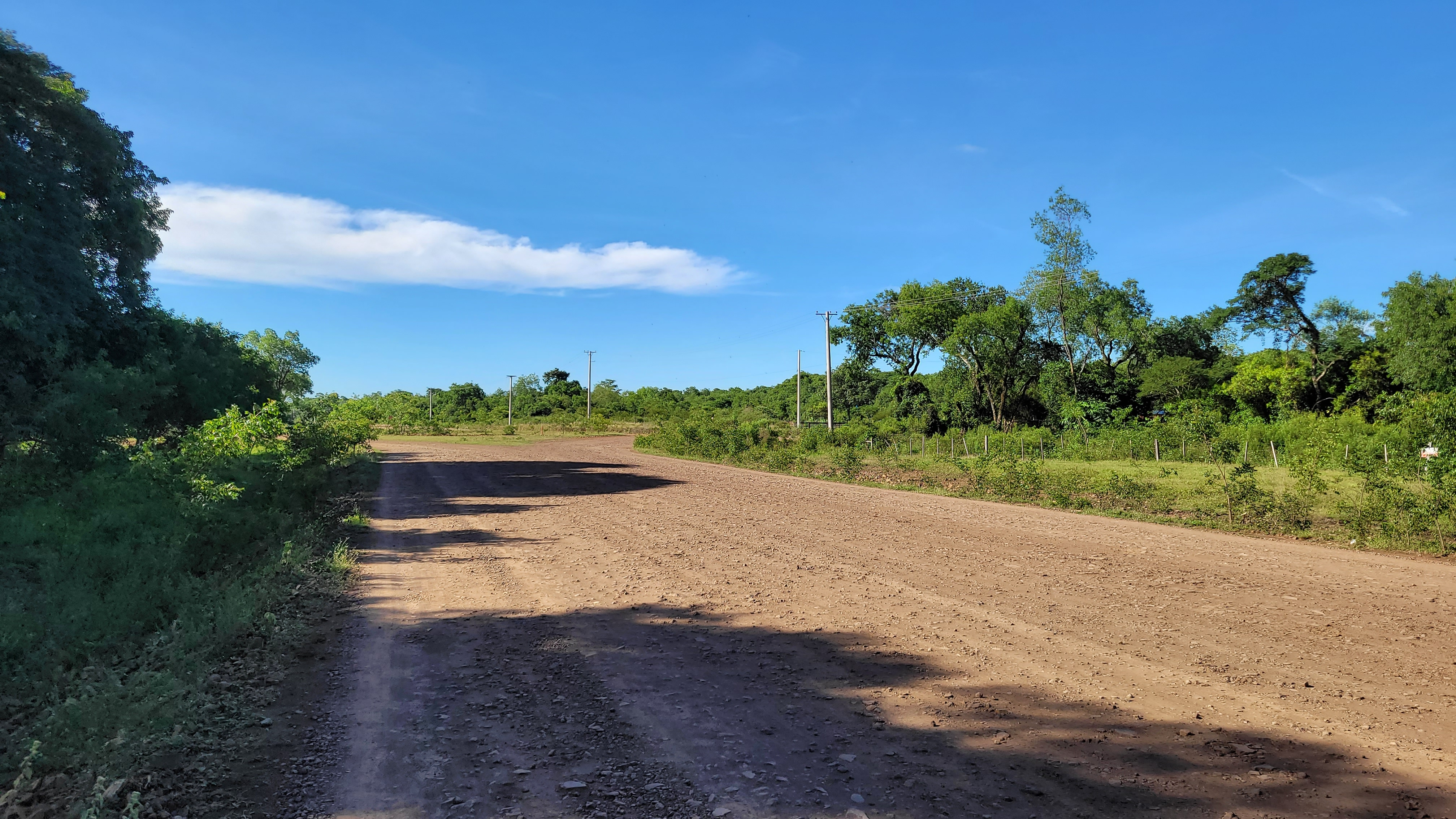
Ruta Provincial 204

## Muralismo
En marzo de 2025 se realizó el primer encuentro de Muralismo "Visualizando el proceso"en el cual diez artistas plasmaron ocho obras en grandes dimensiones en distintos puntos del ejido urbano. Profundidad tiene ahora como atractivo estas pinturas como parte del embellecimiento del pueblo que se suma a sus paisajes naturales.